# Línia evolutiva de Bulbasaur
Aquesta línia evolutiva de Pokémon inclou Bulbasaur, Ivysaur i Venusaur.

## Bulbasaur
|  | «Bulbasaurus» redirigeix aquí. Vegeu-ne altres significats a «Bulbasaure». |

Bulbasaur és una de les espècies que apareixen a la franquícia Pokémon. Bulbasaur, un Pokémon de tipus Planta-Verí, és un dels primers Pokémon que un jugador pot obtenir en les primeres edicions de Pokémon, Pokémon Vermell i Blau.

### Etimologia
El nom Bulbasaur és una mescla del mot anglès bulb ('bulb') i el grec sauros ('llangardaix').

### Morfologia
Bulbasaur és un petit llangardaix tetràpode. El seu color és verd amb taques de verd fosc. Quan un Bulbasaur neix, no té un bulb a l'esquena, sinó una llavor que aviat es converteix en un gran bulb de flor. Aquest bulb pot absorbir energia solar per obtenir una reserva de nutrients pel Bulbasaur.

### En els videojocs
En els jocs Pokémon Red i Pokémon Blue i Pokémon VermellFoc i VerdFulla, Bulbasaur és un dels tres Pokémon que el jugador pot triar com el seu Pokémon inicial, juntament amb Charmander i Squirtle.
Al joc següent, Pokémon Groc, Bulbasaur, Charmander i Squirtle ja han estat agafats per altres entrenadors. En aquesta versió, Bulbasaur s'aconsegueix més endavant com un regal rebut d'una criadora Pokémon.
Les bones habilitats d'atac i defensa especials de Bulbasaur significa que pot utilitzar atacs potents de tipus Planta, com Fulla Afilada o Fuet de Vinya, i resistir bé aquest tipus d'atac. Tanmateix, el seu atac físic és bastant feble, fent que atacs d'aquest tipus, com Placatge, no siguin molt efectius en Bulbasaur. Tanmateix, en evolucionar dues vegades, primer a Ivysaur i després a Venusaur, pot aconseguir una gran millora en tots els àmbits.
Bulbasaur apareix com un dels Pokémon que es poden aconseguir de premi a Pokémon Stadium en batre els Líders de Gimnàs i els membres de la Lliga Pokémon. També apareix com a trofeu al joc Super Smash Bros. Melee.

### A l'anime
Diversos Bulbasaur han aparegut a l'anime, però només dos amb papers importants. El personatge principal, Ash Ketchum, posseeix un Bulbasaur durant gran part de la sèrie. Un altre personatge, May, també té un Bulbasaur. Bulbasaur és el més antic de tots els Pokémon d'Ash excepte Pikachu. Abans d'unir-se a l'equip d'Ash, Bulbasaur viu amb una noia anomenada Melanie, que té cura de Pokémon abandonats, i és el guardià dels altres Pokémon orfes. Després que Ash el capturi, Bulbasaur és pessimista sobre ell, però a mesura que passa el temps, Bulbasaur es torna més lleial i acaba tornant-se un dels Pokémon més fidels d'Ash, ajudant-lo en molts dels seus combats de Gimnàs i fins i tot a la Lliga Pokémon de Kanto i Johto.
Abans de marxar cap a Hoenn, Ash deixà Bulbasaur al laboratori del Professor Oak, on s'ha erigit com a líder de tots els Pokémon que Ash té guardats allà.

## Ivysaur
Ivysaur és una de les espècies que apareixen a la franquícia Pokémon. És la forma evolucionada de Bulbasaur i evoluciona a Venusaur.

### Etimologia
El nom Ivysaur és una mescla del mot anglès ivy ('heura') i el grec sauros ('llangardaix').

### Morfologia
Essent la forma evolucionada de Bulbasaur, el bulb que tenia abans s'ha desenvolupat en un capoll de seda, que creix sota la llum solar. A mesura que el capoll creix, el pes afegit treu a Ivysaur la capacitat de posar-se a dues potes. Quan el capoll està a punt de florir, emet un intens i agradable perfum.

### En els videojocs
En tots els jocs de Pokémon, l'única manera d'aconseguir Ivysaur és evolucionar un Bulbasaur. Bulbasaur apareix a Pokémon Vermell, Pokémon Verd, Pokémon Blue, Pokémon Groc, Pokémon Stadium, Pokémon VermellFoc i Pokémon VerdFulla. En altres edicions, l'intercanvi és l'única manera d'aconseguir Ivysaur.
Malgrat que en la gran majoria de casos, els jugadors prefereixen utilitzar la seva forma evolucionada, Venusaur, Ivysaur és un Pokémon que pot resultar molt útil contra els entrenadors del joc en si. En evolucionar de Bulbasaur, aconsegueix una gran millora d'estadístiques, sobretot en l'atac i defensa especials. Dels Pokémon inicials, és el més fort contra els tres primers Líders de Gimnàs, que utilitzen tots tipus que tenen un desavantatge contra els Pokémon de tipus Planta com Ivysaur; Brock fa servir Pokémon roca, Misty Pokémon aquàtics i el Lt. Surge Pokémon elèctrics, que no són dèbils contra els Pokémon Planta, però que no poden extreure el seu màxim rendiment. Malgrat que la quarta Líder de Gimnàs, Erika, fa servir Pokémon de tipus Planta, dèbils contra el tipus secundari d'Ivysaur (Verí), aquest Pokémon no aprèn atacs de tipus verí que facin mal, per sí sol. Ivysaur evoluciona en Venusaur en arribar al nivell 32.

### A l'anime
En l'episodi Bulbasaur's Mysterious Garden, Ash Ketchum i els seus companys troben una zona d'evolució per als Bulbasaur, protegida per un Venusaur. Després són testimonis de l'evolució dels Bulbasaur en Ivysaur, però el Bulbasaur d'Ash es nega a evolucionar, i el seu entrenador en respecta la decisió.

## Venusaur
Venusaur és una de les espècies que apareixen a la franquícia Pokémon. És la forma final en la línia evolutiva de Bulbasaur i Ivysaur.

### Etimologia
El nom Venusaur és una mescla del mot venus (en referència a la planta carnívora Dionaea muscipula) i el grec 'sauros' (llangardaix).

### Morfologia
Venusaur porta una flor a l'esquena, i l'usa per recollir energia solar, alliberant una fragància plaent en el procés. A causa d'això, un Venusaur sol moure's per buscar les zones assolellades; a més, és més poderós a l'estiu, quan pot absorbir més llum solar.
El perfum que emet la seva flor, de colors brillants, calma els enemics durant el combat, així com els humans.

### En els videojocs
En tots els jocs de Pokémon, l'única manera d'aconseguir Venusaur és evolucionar un Ivysaur, que evoluciona de Bulbasaur. Bulbasaur apareix a Pokémon Vermell, Pokémon Verd, Pokémon Blue, Pokémon Groc, Pokémon Stadium, Pokémon VermellFoc i Pokémon VerdFulla. En altres edicions, l'intercanvi és l'única manera d'aconseguir Venusaur.
Venusaur és un Pokémon amb una certa versatilitat en el joc competitiu, i amb l'ajut d'un alt nivell d'atac i defensa especials, pot treure el màxim profit de les seves capacitats. Una tàctica comuna per Venusaur és una combinació de Leech Seed i Toxic, que desgasten lentament el rival mentre que Venusaur es recupera de qualsevol mal amb moviments com Rest i Giga Drain.
Nogensmenys, cal dir que els Pokémon de tipus Planta no són una elecció molt habitual al màxim nivell competitiu, el que s'anomena metajoc.

### A l'anime
En l'episodi Bulbasaur's Secret Garden, Ash Ketchum i els seus companys troben una zona d'evolució per als Bulbasaur, protegida per un Venusaur. En un altre capítol, Grass Hysteria, un Venusaur és el guardià d'un bosc de Pokémon Planta. Accepta Ash i May, i més tard encoratja un Bulbasaur perquè s'uneixi a May.